# 秀丽相思
秀丽相思是豆科相思树属植物，分布于澳大利亚大陆各州。由于本种分布广泛，其可食用的豆粒是最普遍的一种相思树豆。